# Kvalitativ metode
 Der er for få eller ingen kildehenvisninger i denne artikel, hvilket er et problem. Du kan hjælpe ved at angive troværdige kilder til de påstande, som fremføres i artiklen.

Kvalitativ analyse er en analyseform, der baserer sig på at skaffe materiale, der som udgangspunkt skal analyseres uden diverse statistiske modeller. Det kunne for eksempel være interview, hvor den interviewede har mulighed for at dreje samtalen i en bestemt retning i langt højere grad end f.eks ved en spørgeskemaundersøgelse. På den måde bliver de indsamlede informationer mere detaljerede, men det kan dog ikke lade sig gøre at indsamle ligeså mange data som ved en kvantitativ analyse. Indenfor kemiens verden kunne en kvalitativ analyse bestå i, hvorvidt en kemisk reaktion får en blanding til at skifte farve, eller hvorvidt temperaturen stiger, hvorimod en kvantitativ analyse typisk vil bestå i en undersøgelse af antallet af mol af et bestemt stof der opstår ved en kemisk reaktion.
I tilfældet af matematiske metoder anvendt vil det resultere i kvalitative også.
| filosofi | Spire Denne filosofiartikel er en spire som bør udbygges. Du er velkommen til at hjælpe Wikipedia ved at udvide den. |